# Táborfalva
Táborfalva nagyközség Pest vármegyében, a Dabasi járásban.

## Fekvése

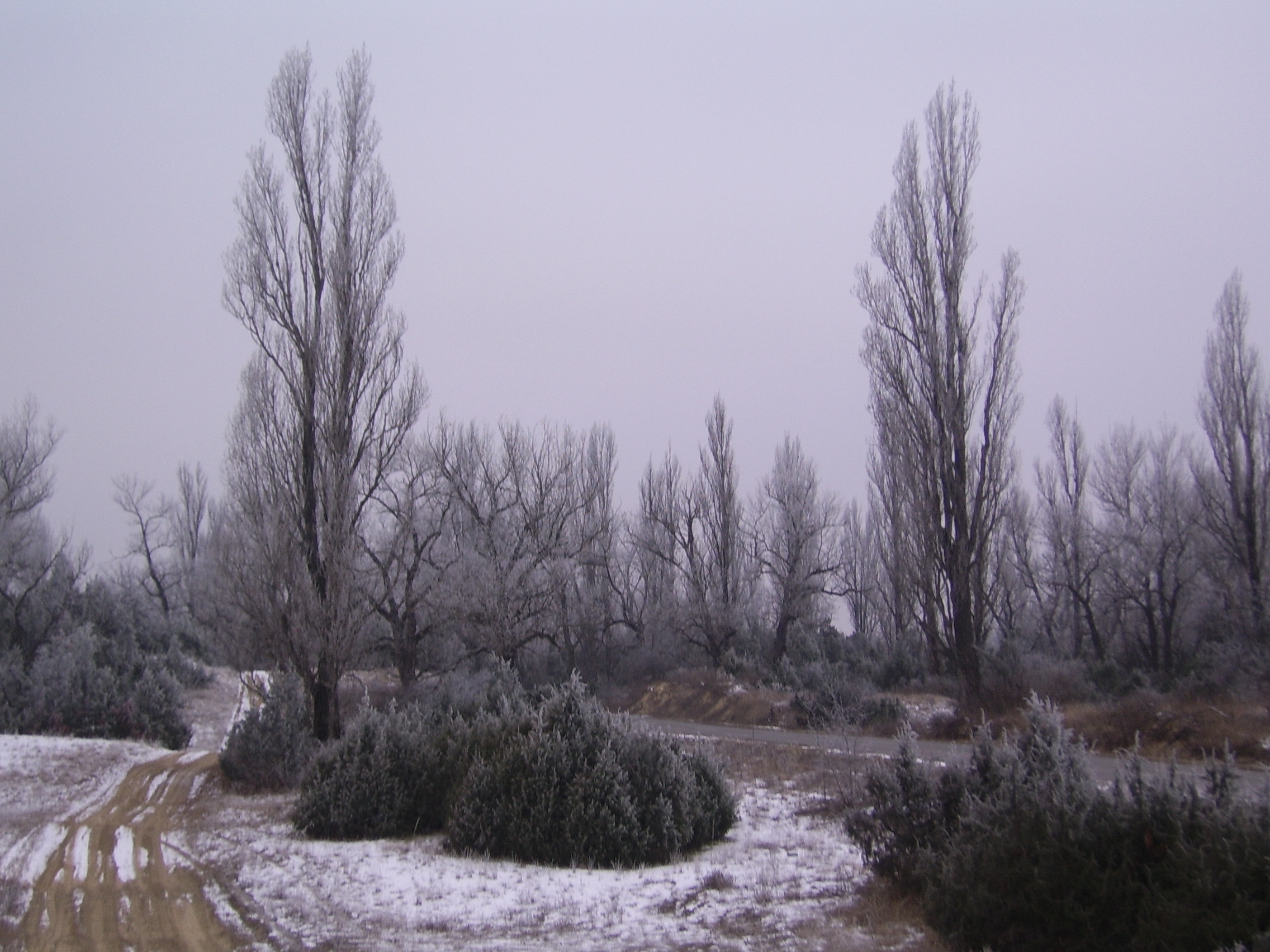
Borókás

Pest vármegye déli részén, Budapesttől 60 kilométerre fekszik; észak felől tölgyesek, dél felől a Kiskunság homokdűnéi és borókásai veszik körbe. Közvetlenül Pest vármegye déli határa mellett helyezkedik el; ebben a vármegyében négy, Bács-Kiskun vármegye felől három települési szomszédja van: Dabas, Örkény, Pusztavacs és Tatárszentgyörgy, illetve Lajosmizse, Felsőlajos és Ladánybene.
Táborfalvához tartozik a község központjától 4 kilométerre nyugatra fekvő Örkénytábor katonai lakótelep is.

### Megközelítése
A község területén áthalad az 5-ös főút, illetve (csomópont nélkül) az M5-ös autópálya is, ezek révén közúton könnyen megközelíthető az ország bármely része felől. A hazai vasútvonalak közül a MÁV 142-es számú Budapest–Kecskemét-vasútvonala érinti, melynek egy megállási pontja van itt, Táborfalva vasútállomás.
Főutcájaként a 46 113-as számú mellékút húzódik végig a településen, illetve külterületeit nyugaton érinti még az 5205-ös út is.

## Története

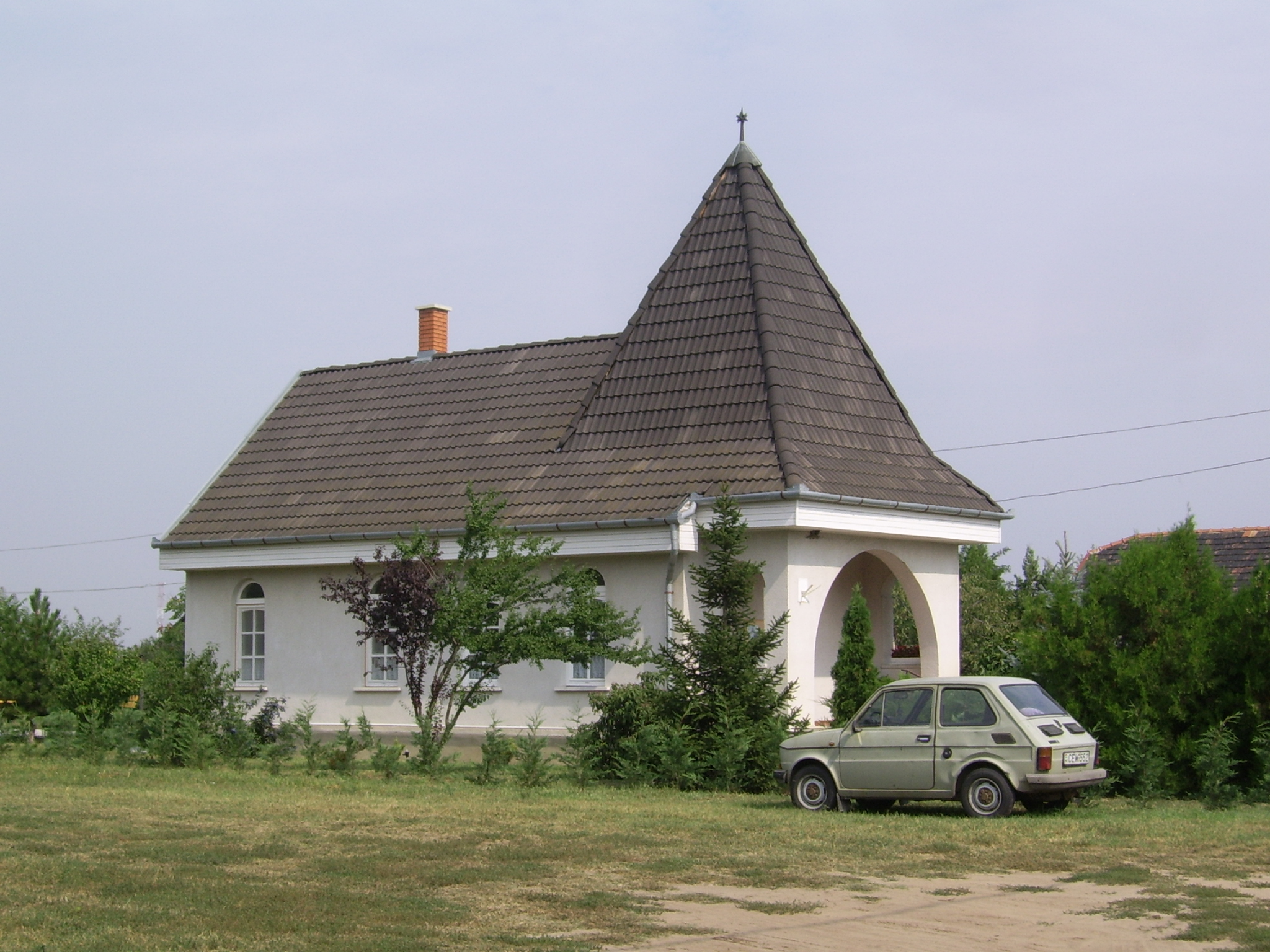
Református templom

Táborfalva új falu, a történeti időkben ilyen nevű település nem létezett.
1870-ben 394-en lakták a mai településterületen lévő tanyákat.
1875-ben a birtokos Várady Gáborné katonai célokra eladta a mai Táborfalva nyugati részén fekvő rossz minőségű földjeit. E területen alakult meg 1886-ban a mai napig katonai településként létező Örkénytábor. (1886: Barracken Lager; 1907: Lőtértábor; 1926: Örkénytábor)
1889-ben nyílt meg a vasútvonal, melynek vasútállomása közelében alakult ki később a faluközpont.
1908-ban a mai Táborfalva északi részére, a Telepre költöztek be a Pálóczi család cselédei, Örkénytáborban megkezdte működését a posta.
1922-ben felépült a telepi iskola.
1926-ban felparcellázták a mai falu központi területeit.
1930-ban Örkénytáborba költözött a Honvéd Tiszti Lovagló Tanárképző Iskola, felépült a lovarda.
1949-ben a három településrész (Örkénytábor, Telep és a vasútállomás környékének) összevonásával megalakult az önálló Táborfalva.
1971-től Táborfalva Örkénnyel és Hernáddal alkotott ún. „közös tanácsú községeket”.
1990-ben felállt a helyi önkormányzat, Táborfalva önálló település lett.

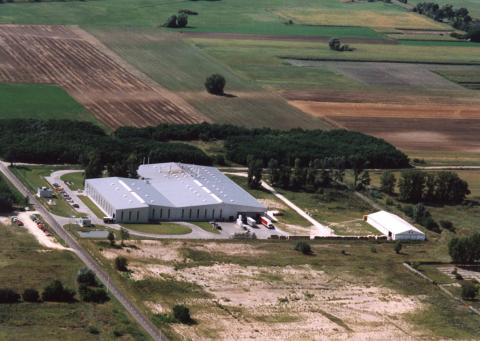
Logisztikai központ

## Közélete

### Polgármesterei
- 1990–1994: Laczkó János (független)[3]
- 1994–1998: Laczkó János (független)[4]
- 1998–2002: Laczkó János (független)[5]
- 2002–2006: Tóth Bertalan (független)[6]
- 2006–2010: Tóth Bertalan (független)[7]
- 2010–2014: Tóth Bertalan (független)[8]
- 2014–2019: Tóth Bertalan (független)[9]
- 2019–2024: Nagy Andrásné (független)[10]
- 2024– : Nagy Andrásné (Fidesz-KDNP)[1]

## Népesség
A település népességének változása:
| Lakosok száma | 3363 | 3278 | 3216 | 3380 | 3429 | 3350 | 3337 |
|               | 2013 | 2014 | 2018 | 2021 | 2022 | 2023 | 2024 |

A 2011-es népszámlálás során a lakosok 85,4%-a magyarnak, 2,2% cigánynak, 0,3% németnek, 0,6% románnak mondta magát (14,5% nem nyilatkozott; a kettős identitások miatt a végösszeg nagyobb lehet 100%-nál). A vallási megoszlás a következő volt: római katolikus 43,5%, református 7,9%, evangélikus 0,2%, görögkatolikus 0,4%, felekezeten kívüli 22,3% (24,9% nem nyilatkozott).
2022-ben a lakosság 88,1%-a vallotta magát magyarnak, 1,5% cigánynak, 0,4% románnak, 0,3% németnek, 0,1-0,1% örménynek, ruszinnak, ukránnak, szlováknak, szerbnek és lengyelnek, 1,8% egyéb, nem hazai nemzetiségűnek (11,8% nem nyilatkozott; a kettős identitások miatt a végösszeg nagyobb lehet 100%-nál). Vallásuk szerint 28,3% volt római katolikus, 6,2% református, 0,6% görög katolikus, 0,3% evangélikus, 0,1% ortodox, 0,3% egyéb keresztény, 1,3% egyéb katolikus, 20,5% felekezeten kívüli (42% nem válaszolt).